# شهرستان وربیتسا
شهرداری وربیتسا (به لاتین: Varbitsa Municipality) یک شهرداری در بلغارستان است که در استان شومن واقع شده‌است.

## خصوصیات
وربیتسا ۴۱۹٫۳۶ کیلومترمربع مساحت و ۱۰٬۴۹۲ نفر جمعیت دارد.